# AndyOp
Andreas Seebach (født 1983), bedre kendt som AndyOp, er en rapper fra Danmark.
Han er gift med den socialdemokratiske politiker Astrid Krag. Parret har været sammen siden 2003. De mødte hinanden, da de studerede statskundskab på Københavns Universitet, og de har tre børn.
Andreas Seebach er langt ude beslægtet med Tommy og Rasmus Seebach.

## Diskografi
Album:
| År   | Album           |
| ---- | --------------- |
| 2013 | Herfra          |
| 2008 | Nærmest Perfekt |

Singler
- Den Kække Bi, 2011
- Herfra hvor jeg står, 2013

Andet
- 2 mod Fogh Feat. Villy Søvndal – SFs valgsang fra 2007
- Klimaduks

Features
- Ren besked, Autentisk, Strøm Feat. AndyOp